# Colloredo (geslacht)

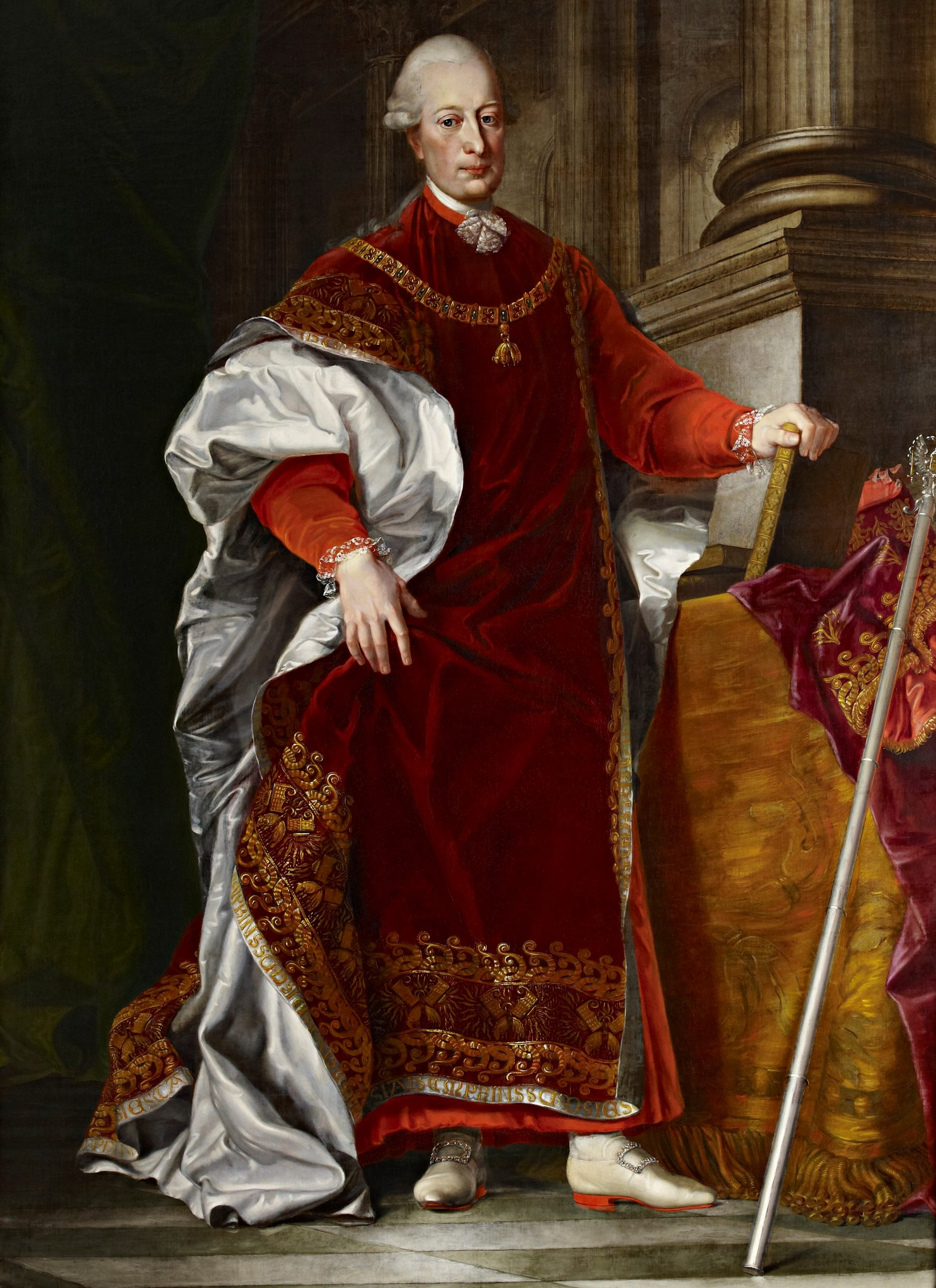
Franz de Paula Gundaccar I von Colloredo-Mannsfeld (1731-1807)

Colloredo is een Oostenrijks adellijk geslacht.

## Geschiedenis
Als stamvaders gelden de Zwabische edellieden Liebhart en Hendrik, die ten tijde van keizer Koenraad II naar Friuli zouden zijn getrokken. De eerstgenoemde stichtte aldaar de linie Mels-Colloredo, de tweede in Duitsland de linie Wallsee. Het stamslot Colloredo bij Mels werd in 1302 door de broers Ottobon en Willem van Mels gebouwd. Willems zoons stichtten drie naar hen genoemde linies: de Asquinische (Colloredo-Wallsee, sinds 1591 rijksvrijheren, sinds 1624 rijksgraven, in 1693 uitgestorven), de Bernhardinische (in een Mantuaanse, sinds 1624 rijksgrafelijke, Boheemse en Venetiaanse tak) en de Weickardtse linie.
De broers Hieronymus en Rudolf stichtten na de dood van hun vader Ferdinand in 1689 twee linies. De linie van Hieronymus zou de vorstelijke tak worden. De door Rudolf gestichte linie (de grafelijke) verwierf in 1701 het markizaat Santa Sofia en later het markizaat Recanati.

## De vorstelijke tak
Johan Hieronymus IV (1674-1724) voerde de titel di Santa Sophia e Reccanati. Op 14 januari 1711 kreeg hij de Boheemse graventitel, waarna hij op 11 december 1724 werd verheven tot graaf van het Heilige Roomse Rijk. Op 17 augustus 1737 werd zijn zoon Rudolf Wenzel toegelaten tot de bank van de Zwabische rijksgraven van de Rijksdag. Omdat hij geen graafschap bezat, dat rijksvrij was, had hij de status van personalist. Op 24 december 1763 werd hij verheven tot Boheems vorst en 29 december 1763 tot rijksvorst. Franz de Paula Gundaccar I huwde in 1771 Maria Isabella, erfdochter van Mansfeld.
Op 26 februari 1789 werd hem toegestaan het wapen en de titel van het graafschap Mansfeld te voeren.

## Familiekasteel
Nadat het geslacht het kasteel werd ontnomen door de Nazi's, krijgt het ze vermoedelijk terug.

## Bekende telgen
- Hieronymus von Colloredo-Waldsee (1582-1638), militair
- Rudolf von Colloredo (1585-1657), broer van voorgaande, veldmaarschalk en prior van de Maltezer Orde
- Anton Theodor von Colloredo-Waldsee-Mels (1726-1811), aartsbisschop van Olmütz
- Hieronymus von Colloredo (1732-1812), vorst-aartsbisschop van Salzburg
- Joseph Maria von Colloredo-Mels und Wallsee (1735-1818), militair
- Wenzel Joseph von Colloredo-Mels und Wallsee (1738-1822), veldmaarschalk
- Hieronymus von Colloredo-Mannsfeld (1775-1822), militair
- Filippo di Colloredo-Mels (1778-1864), grootmeester van de Maltezer Orde
- Franz de Paula von Colloredo-Waldsee (1799-1859), diplomaat, met hem stierf de linie Colloredo-Waldsee uit
- Franz de Paula Gundaccar II von Colloredo-Mannsfeld (1802-1852), zoon van Hieronymus, militair
- Joseph Franz Hieronymus von Colloredo-Mannsfeld (1813-1895), staatsman

Alt-Leiningen-Westerburg · Arenberg · Auersperg · Bentheim-Steinfurt · Bentheim-Tecklenburg · Bentinck · Bömmelberg · Bretzenheim · Castell-Castell · Castell-Rüdenhausen · Colloredo-Mannsfeld · Croÿ · Dietrichstein · Erbach-Erbach · Erbach-Fürstenau · Erbach-Schönberg · Esterházy · Fürstenberg · Fugger-Babenhausen · Fugger-Glött · Fugger-Kirchberg · Fugger-Kirchheim · Fugger-Nordendorf · Harrach · Hohenlohe-Ingelfingen · Hohenlohe-Kirchberg · Hohenlohe-Langenburg · Hohenlohe-Öhringen · Hohenlohe-Schillingsfürst · Hohenlohe-Waldenburg-Bartenstein · Hohenlohe-Waldenburg-Jagstberg · Hohenlohe-Waldenburg-Schillingsfürst · Isenburg-Birstein · Isenburg-Büdingen · Isenburg-Philippseich · Kaunitz-Rietberg · Khevenhüller-Metsch · Königsegg-Aulendorf · Kuefstein · Leiningen · Leiningen-Billigheim · Leiningen-Neudenau · Leyen · Limburg-Stirum · Lobkowitz · Löwenstein-Wertheim-Freudenberg · Löwenstein-Wertheim-Rosenberg · Looz-Corswarem · Metternich-Winneburg · Neipperg · Neu-Leiningen-Westerburg · Oettingen-Spielberg · Oettingen-Wallerstein · Ortenburg · Ostein · Pappenheim · Platen-Hallermund · Plettenberg-Wittem · Pückler und Limpurg · Quadt-Wykradt-Isny · Rechberg und Rothenlöwen · Rechteren-Limpurg · Rosenberg-Orsini · Salm-Horstmar · Salm-Kyrburg · Salm-Reifferscheidt-Krautheim und Dyck · Salm-Reifferscheidt-Raitz · Salm-Salm · Sayn-Wittgenstein-Berleburg · Sayn-Wittgenstein-Hohenstein · Schaesberg · Schlitz genannt von Görtz · Schönborn · Schönborn-Buchheim · Schönborn-Wiesentheid · Schönburg-Glauchau · Schönburg-Hartenstein · Schönburg-Waldenburg · Schwarzenberg · Sinzendorf · Solms-Braunfels · Solms-Hohensolms-Lich · Solms-Laubach · Stadion-Tannhausen · Stadion-Warthausen · Starhemberg · Sternberg-Manderscheid · Stolberg-Roßla · Stolberg-Stolberg · Stolberg-Wernigerode · Thurn und Taxis · Toerring · Trauttmansdorff-Weinsberg · Waldbott-Bassenheim · Waldburg-Wolfegg und Waldsee · Waldburg-Zeil · Waldburg-Zeil-Wurzach · Waldeck-Limpurg · Wallmoden-Gimborn · Wartenberg-Roth · Wied-Neuwied · Wied-Runkel · Windisch-Graetz · Wurmbrand-Stuppach